# قوجد (غناباد)
قوجد (بالفارسية: قوژد) هي قرية تقع في منطقة مركزية ريفية في إيران. يقدر عدد سكانها بـ 1,411 نسمة .